# K. K. Downing
K. K. Downing (West Bromwich, 1951. október 27. –) angol gitáros, aki a Judas Priest zenekar egyik gitárosa, a megalakulástól 2011-ig. Glenn Tiptonnal (a Priest másik gitárosa) együtt lefektették a kétgitáros heavy metal alapjait, noha játékstílusuk a thrash metalra vagy a power metalra is óriási hatással volt. Ikergitáros harmóniák, egyedi riffelésük és szólómunkájuk színfolt volt a 70-es évek bluesos hard rock gitározásában, mely utat mutatott a 80-as évek elején Angliában kibontakozó heavy metal új hullámnak. Downingnak saját gitármodellje van (KK Downing Signature model), emellett az összes Priest-számot is ő jegyzi Tipton mellett.

## Pályafutása
2011 áprilisában, több mint 40 év után kilépett az együttesből és bejelentette nyugdíjba vonulását. 2018-ban önéletrajzi könyvet írt Mark Englintonnal (amely 2020-ban magyarul is megjelent K.K. Downing: Éjjel-nappal Judas Priest címmel). 2019-ben azonban visszatért a színpadra is: a Bloodstock Open Airen lépett fel Ross The Boss-szal, majd novemberben volt zenésztársaival, Les Binksszel és Tim "Ripper" Ovensszel, valamint 2020 februárjában pedig bejelentette új zenekara, a K.K.'s Priest megalakulását, amelynek tagjai Les Binks dobos, Tony Newton basszusgitáros, A.J. Mills gitáros, és Tim "Ripper" Ovens énekes.
2022. november 5-én  a Judas Priest-et beiktatták a Rock And Roll Hall Of Fame-be, ahol ez alkalomból újra egy színpadon állt régi zenésztársaival: Rob Halforddal, Les Binkssel, Scott Travissel, Ian Hillel, Glenn Tiptonnal, valamint a beiktatásból kimaradt utódjával, Richie Faulknerrel.

## Felszerelése

### Gitárok
Downing priestbeli pályafutása során elsősorban a V alakú gitárokat részesítette előnyben, de gitárjai között akadt Stratocaster is. Négy márka termékeit használta: Gibson, Hamer, ESP, KxK (saját márka)
- KxK Custom Flying V (4 db)
- Hamer Custom K.K. Vector (3 db)-  árverésre bocsátva/eladva
- Gibson Flying V 1967 with Vibrola
- K.K. Downing Hamer Vector 1982 – árverésen eladva
- ESP Custom Flying V (2 db) – árverésen eladva
- ESP Explorer 1996 – árverésen eladva
- Fender Stratocaster (2 db) 1965 – árverésen eladva.
- K.K. Custom Hamer Mini V (4 db) – 2 db árverésen eladva/árverésre bocsátva
- Bolt Custom Flying V – árverésre bocsátva
- Hamer Custom 3 oktávos superstrat gitár – árverésen eladva
- Washburn NV300 elektroakusztikus gitár – árverésen eladva
- Babicz elektroakusztikus gitár – árverésen eladva
- Ovation Adamas elektroakusztikus gitár – árverésen eladva
- Godin LGXT
- ESP Eclipse elektroakusztikus gitár – árverésen eladva
- Gibson Custom Flying V (2 db: 1967, 1971) – árverésen eladva
- Gibson Custom Flying V KK Downing 2004, az 1967-es gitár alapján készült limitált széria prototípusa – árverésen eladva
- Judas Priest Special V – egyedi gitár, Daniel R. Johnson, KK volt technikusának munkája – árverésen eladva
- Line 6 Variax Acoustic 700
- Line 6 Variax Acoustic 300

### Erősítők, effektek
- Marshall 9600 erősítők
- Marshall Vintage 4×12 ládák
- Marshall JMP 1 előerősítő
- Rocktron Replifex multieffekt egység
- Rocktron Midimate pedál
- Cry Baby wah pedál
- Line 6 POD xt Pro
- Roland GR20 gitár midi controller
- Axon AX 100 gitár midi controller.

2018-ban és 2021-ben felszereléseinek nagy részét (hangszerek, erősítők, stúdiófelszerelések mellett ezüst- és aranylemezeket, fellépőruhákat, gitárhevedereket is) Downing a Bonhams aukciós házon árverésre bocsátotta, amelyek többsége szép áron lelt új gazdára.

## Diszkográfia
Judas Priest:
- Rocka Rolla (1974)
- Sad Wings of Destiny (1976)
- Sin After Sin (1977)
- Stained Class (1978)
- Killing Machine/Hell Bent for Leather (1978)
- British Steel (1980)
- Point of Entry (1981)
- Screaming for Vengeance (1982)
- Defenders of the Faith (1984)
- Turbo (1986)
- Ram It Down (1988)
- Painkiller (1990)
- Jugulator (1997)
- Demolition (2001)
- Angel of Retribution (2005)
- Nostradamus (2008)

## Könyve
- K.K. Downing with Mark Englinton: Heavy Duty: Days and Nights in Judas Priest, Da Capo Press, 2018
  - K. K. Downing: Éjjel-nappal Judas Priest; ford. Bus András; Trubadúr, Budapest, 2020